# Província del Chaco
Chaco, al text de la constitució provincial Província del Chaco, és una de les vint-i-tres províncies de la República Argentina. Al seu torn, és una de les vint-i-quatre jurisdiccions autogovernades que conformen el país i un dels vint-i-quatre districtes electorals legislatius nacionals.
Localitzada al nord del país, prop de la frontera amb el Paraguai, la capital i ciutat més poblada n'és Resistencia, localitzada a la vora del Riu Paranà, que divideix la província de Chaco amb la província de Corrientes. La província limita a l'oest amb Salta i Santiago del Estero, al nord i a l'est amb Formosa i al sud-est amb Corrientes i el Paraguai i al sud amb Santa Fe.
De 1950 a 1955 Chaco va ser anomenada "Presidente Juan Perón".
La província està dividida en 25 departaments.